# Đơn ngành
Trong phát sinh chủng loài học, một đơn vị phân loại được gọi là đơn ngành (monophyly, từ tiếng Hy Lạp μόνος: một và φυλή: dòng dõi, chủng loài, nghĩa là "của một chủng loài") nếu nó bao gồm cả tổ tiên chung (được suy luận ra) và tất cả các hậu duệ của nó. Một nhóm đơn vị phân loại chứa các sinh vật, nhưng không chứa tổ tiên chung của nhóm được gọi là đa ngành (polyphyly), còn nhóm chỉ chứa một số nhưng không phải tất cả các hậu duệ từ tổ tiên chung gần nhất được gọi là cận ngành (paraphyly).

## Khái luận
Về mặt lý tưởng, tất cả hệ thống phân loại sinh vật cần phải bao gồm chỉ duy nhất các nhóm đơn ngành, do chỉ trong quan hệ của các nhóm như thế người ta mới có thể trình bày các tổng kết rõ ràng và súc tích và cũng chỉ trong các giới hạn của chúng thì mới có khả năng tạo ra các ngoại suy có căn cứ. Trên thực tế, nhiều nhóm phân loại là không đơn ngành (cận ngành hay đa ngành). Các nhà hệ thống học thường xuyên thực hiện các sửa đổi các hệ thống phân loại sinh vật với mục đích tìm kiếm các nhóm không đơn ngành và chỉnh sửa lại chúng. Nếu như các nhóm đa ngành đã được xem xét như là các nhóm không hợp lệ ngay từ đầu thế kỷ 20 thì vấn đề của các nhóm cận ngành lại được xem xét muộn hơn rất nhiều. Các nhóm cận ngành trong một thời gian dài đã trộn lẫn với các nhóm đơn ngành, do cho tới khi có sự phổ biến rộng của các phân tích miêu tả theo nhánh vào thập niên 1970 thì sự khác biệt giữa chúng là không đáng kể.

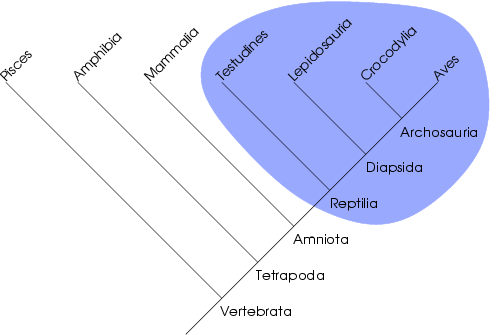
Nhóm bao gồm cả bò sát và chim nói chung được coi là đơn ngành.

Ví dụ, mọi sinh vật trong chi Homo được suy ra là có nguồn gốc từ một dạng tổ tiên chung nằm trong họ Hominidae và không có các hậu duệ nào khác được biết tới. Vì thế chi Homo là đơn ngành. Giả sử nếu người ta có thể phát hiện ra rằng loài Homo habilis đã phát triển lên từ một tổ tiên khác chứ không phải từ tổ tiên của Homo sapiens và tổ tiên này đã không được đưa vào trong chi này thì khi đó chi này là đa ngành. Do các nhà sinh vật học có xu hướng chấp nhận các nhóm khi chúng là đơn ngành, nên trong trường hợp này, hoặc là họ sẽ chia nhỏ chi này ra hoặc là họ sẽ mở rộng nó để bao gồm cả các dạng mới được bổ sung. Việc chia tách chi này ra có thể cũng dẫn tới sự chia tách các diễn giải trong tiến hóa chức năng.

## Theo nghĩa rộng
Trong một số trường phái hệ thống hóa (chẳng hạn như hệ thống học truyền thống hay phân loại học tiến hóa) các nhóm cận ngành được xem xét như là một trong các phương án của nhóm đơn ngành. Để phục vụ cho điều này, người ta đã nghĩ ra thuật ngữ holophyly (toàn ngành). Theo đề xuất của những người theo phân loại học tiến hóa thì một nhóm monophyly (đơn vị phân loại có cùng một tổ tiên chung) được chia thành holophyly (khi đơn vị phân loại đó bao gồm cả tổ tiên chung và toàn bộ các hậu duệ) và paraphyly (khi đơn vị phân loại bao gồm tổ tiên chung và một số, nhưng không phải tất cả các hậu duệ). Tuy nhiên, do vai trò của phân loại học tiến hóa đã suy giảm trong giới học thuật nên thuật ngữ holophyly trên thực tế đã gần như không còn được sử dụng trong các tài liệu quốc tế.

## Vấn đề
Một số nhà phân loại học đã thất bại trong việc gộp nhóm các loài thực vật vào trong các nhóm đơn ngành do tính đa bội của chúng. Có các chứng cứ cho thấy một số loài thực vật đa bội có các nguồn gốc nhiều đầu mối phức tạp (loài đã phát sinh nhiều hơn một lần). Một ví dụ là một loài diếp củ lai ghép Tragopogon x miscellus  Lưu trữ ngày 29 tháng 9 năm 2006 tại Wayback Machine) đã được hình thành tới 20 lần ở miền đông bang Washington. Sự thống nhất của diễn giải thông qua tiến hóa chức năng bị thách thức bởi sự chia nhỏ được yêu cầu của tính đơn ngành chặt chẽ.